# Eva Hemmer Hansen
Eva Tjuba Hemmer Hansen (2. januar 1913 i Aalborg – 26. marts 1983 i Aarhus) var en dansk journalist og forfatter.
Hansen blev student fra Marselisborg Gymnasium i 1931 og blev cand.mag. fra Aarhus Universitet i 1937. Hun arbejdede derefter som journalist ved Demokraten og debuterede allerede i 1944 med romanen Helene. Af hendes udgivelser høstede særligt romanerne En lille tøs og hendes mor (1952), Skandale i Troja (1954), Jomfru Rasmussen (1956) og Heltindehistorier (1963) anerkendelse.
Hun var også engageret i kvindesagen som formand for Dansk Kvindesamfund 1968-1971. Partipolitisk engagerede hun sig tidligt i Socialdemokratiet og var en markant repræsentant for partiet i Aarhus Byråd fra 1958 til 1970. En overgang forsøgte hun også at blive folketingskandidat for partiet, som hun imidlertid forlod i 1970, idet hun var uenig med partiet i EF-spørgsmålet. Efter Danmarks indtræden i Fællesmarkedet i 1973 blev hun medlem af Retsforbundet, som hun frem til 1978 repræsenterede i Radiorådet.
Hun modtog i 1960 Thit Jensens Forfatterlegat og fik i 1969, 1971 og 1973 engangsydelser fra Statens Kunstfond. Fra 1980 modtog hun fondens livsvarige ydelse.
Privat var hun gift to gange; med Kjeld Elsøe Pihl i 1939 og i 1965 med Alf Grostøl. I sit første ægteskab fik hun børnene Luise (født 1940) og Niels (født 1943).